# Hare Green
Hare Green – przysiółek w Anglii, w Esseksie. Leży 9,8 km od miasta Colchester, 42,2 km od miasta Chelmsford i 88,4 km od Londynu. W 2015 miejscowość liczyła 699 mieszkańców.